# Микулаш, Карол
Карол Микулаш (словац. Karol Mikuláš; 2 июля 1922, Гандлова, Чехословакия — 13 марта 2023, Прьевидза, Словакия) — словацкий шахтёр, партизан и политический заключенный. В 1940 году он участвовал в забастовке горняков Гандловой против фашистского режима Словацкой Республики периода Второй мировой войны, а в 1944 году — в Словацком национальном восстании. В 1955 году был арестован и приговорён к каторжным работам на урановой шахте режимом Чехословацкой Социалистической Республики. Незадолго до своей смерти получил Орден Людовита Штура 1-й степени в знак признания пожизненной приверженности ценностям демократии.

## Ранние годы
Родился 2 июля 1922 года в рабочей семье в шахтёрском городке Гандлова. Его отец, сам бывший шахтёром, был преданным идеалам социал-демократии членом ЧСДП, а семья решительно поддерживала молодую Первую Чехословацкую Республику — не только из-за политических убеждений отца Микулаша, но и за то, что в ней дети смогли получить образование, ранее недоступное для детей из рабочего класса. Школьником Микулаш также был впечатлён демократическими идеями чешского учителя Благи, приехавшего в Словакию, чтобы учить здесь детей из малообеспеченных семей. С 17 лет Микулаш работал в угольной шахте. Не удовлетворившись жизнью простого горняка, он продолжил образование в столице Словакии Братиславе, после чего начал работать в Главном управлении горнодобывающей компании Гандовой.

## Забастовка горняков в Гандловой
Микулаш с самого начала выступал против ультраправого диктаторского режима Тисо и принесённой тем нищеты. В 1940 году он активно участвовал в крупномасштабной забастовке горняков Гандловой, ставшей крупнейшей стачкой времён Второй мировой войны в Словакии. Забастовка представляла собой главный вызов пропаганде фашистского режима о «национальном единстве».
Подавлять бастующих прибыл сам министр внутренних дел Александр Мах с подмогой из числа немецких войск — в конце концов, режиму удалось прекратить забастовку силой и бросить некоторых организаторов в концлагерь Илава, однако вместе с тем ему пришлось пойти на ряд уступок перед требованиями шахтёров.

## Словацкое национальное восстание
Участие Микулаша в забастовке 1940 года привлекло внимание режима. К тому же, он не желал отправляться на Восточный фронт и воевать против СССР на стороне нацистов. Был выдан ордер на его арест за уклонение от военной службы, однако Микулаш сбежал на восточнословацкие купальни Штос, где когда-то в детстве провёл две недели с отцом, проходившим в социал-демократическом санатории реабилитацию после травмы. Скрывающемуся Каролю предоставили там работу в обмен на еду и жильё.
Узнав о возросшей активности коммунистических и других антифашистских партизан, он сел на поезд в Маргечанах, чтобы успеть добраться до своей семьи до начала боевых действий. Однако до дома он так и не доехал — на поезд в Попраде сели бойцы-антифашисты, объявившие пассажирам о начале восстания и пригласившие присутствующих мужчин присоединиться к борьбе. Отвечая на их призыв, Микулаш немедленно вступил в местный партизанский гарнизон. Пройдя военную подготовку, он сражался против режима и его немецких покровителей, в том числе в крупном сражении под Телгартом.
Вернувшись домой после войны, он узнал, что его отец умер в концентрационном лагере Заксенхаузен, куда был депортирован после ареста гестапо за свои социалистические убеждения.

## Гонения в коммунистической Чехословакии
После войны Микулаш стал главным кормильцем своей семьи. Он вернулся к работе на шахте и активно занимался внедрением технологических инноваций, облегчающих суровые физические условия труда шахтёров. Однако усилия Микулаша привлекли внимание доносчиков и службы госбезопасности ŠtB. Режим в Чехословакии оставался сталинистским и после смерти Сталина, и в 1955 году шахтёра-рационализатора обвинили во вредительстве (саботаже и поджоге 30 тысяч тонн угля) и антигосударственном заговоре. Суд в Нитре приговорил его к 4,5 годам каторжных работ, в том числе на урановом руднике под Пршибрамом. Там он подружился с ещё одним бывшим левым партизаном-антифашистом, ставшим политзаключённым — коммунистическим политиком Эрнестом Отто, осуждённым как «титоистский шпион».

## На пенсии
Освободившись, Микулаш продолжил работу в горнодобывающей промышленности, уйдя на пенсию в 1976 году. Остаток своей жизни он провел в городе Прьевидза, неподалёку от Гандловой. Микулаш с женой были первыми жителями жилого комплекса, призванного обеспечить шахтёров адекватным жильём, и принимали активное участие в его развитии, считая это неотъемлемой частью улучшения условий жизни горняков.
Выйдя на пенсию, Микулаш посвятил свои дни садовничеству, изготовлению моделей поездов, сбору грибов и туризму — он ходил в походы даже когда ему далеко за 90. Он был обеспокоен изменениями климата, но считал, что на горняков возлагают несоразмерную вину за него, игнорируя значение транспорта и других загрязняющих сфер. Он был убеждён, что будущие поколения должны помнить тяжелый труд и жертвы, принесенные шахтёрами.
К 30-летию Словацкой Республики 13 января 2023 года президент Зузана Чапутова наградила Микулаша орденом Людовита Штура I степени за выдающиеся заслуги перед развитием демократии и защитой прав и свобод человека. На тот момент в новостях его называли «старейшим чехословацким шахтёром».
Микулаш умер на 101-м году жизни 13 марта 2023 года в Приевидзе. О его смерти сообщил местный профсоюз горняков. Радио и телевидение Словакии почтило память Микулаша, показав 14 марта документальный фильм о его жизни.